# Copa de la República Democràtica del Congo de futbol
La Copa de la República Democràtica del Congo de futbol (Coupe du Congo) és la segona competició futbolística en importància de la República Democràtica del Congo, organitzada per la Fédération Congolaise de Football-Association. Va ser creada l'any 1961.

## Historial
Font:
- 1961: FC Saint Eloi Lupopo (Lubumbashi) 5-1 AS Vita Club (Kinshasa)
- 1962-63: no es disputà
- 1964: CS Imana (Kinshasa)
- 1965: AS Bilima (Kinshasa)
- 1966: TP Englebert (Lubumbashi)
- 1967: TP Englebert (Lubumbashi)
- 1968: FC Saint Eloi Lupopo (Lubumbashi)
- 1969-70: no es disputà
- 1971: AS Vita Club (Kinshasa)
- 1972: AS Vita Club (Kinshasa)
- 1973: AS Vita Club (Kinshasa)
- 1974: CS Imana (Kinshasa)
- 1975: AS Vita Club (Kinshasa)
- 1976: TP Mazembe (Lubumbashi)
- 1977: AS Vita Club (Kinshasa)
- 1978: CS Imana (Kinshasa)
- 1979: TP Mazembe (Lubumbashi)
- 1980: Lubumbashi Sport
- 1981: AS Vita Club (Kinshasa)
- 1982: AS Vita Club (Kinshasa)
- 1983: AS Vita Club (Kinshasa)
- 1984: CS Imana (Kinshasa) 1-2 1-0 AS Vita Club (Kinshasa)
- 1985: DC Motema Pembe (Kinshasa)
- 1986: AS Kalamu (Kinshasa)
- 1987: AS Kalamu (Kinshasa)
- 1988: AS Kalamu (Kinshasa)
- 1989: AS Kalamu (Kinshasa)
- 1990: DC Motema Pembe (Kinshasa)
- 1991: DC Motema Pembe (Kinshasa)
- 1992: US Bilombe
- 1993: DC Motema Pembe (Kinshasa)
- 1994: DC Motema Pembe (Kinshasa) 2-0 AS Bantous (Mbuji-Mayi)
- 1995: AC Sodigraf (Kinshasa) 4-0 OC Mbongo Sports (Mbuji-Mayi)
- 1996: AS Dragons (Kinshasa)
- 1997: AS Dragons (Kinshasa) 2-1 AS Vita Club (Kinshasa)
- 1998: AS Dragons(Kinshasa) 1-0 AS Sucrière (Kwilu Ngongo)
- 1999: AS Dragons (Kinshasa) 3-2 (pr.) AS Paulino (Kinshasa)
- 2000: TP Mazembe (Lubumbashi) 2-0 AS Saint-Luc (Kananga)
- 2001: AS Vita Club (Kinshasa) 3-0 AS Veti Club (Matadi)
- 2002: US Kenya (Lubumbashi) 2-1 SM Sanga Balende (Mbuji-Mayi)
- 2003: DC Motema Pembe (Kinshasa) 2-0 TP Mazembe (Lubumbashi)
- 2004: SC Cilu (Lukala) 1-0 AS Saint-Luc (Kananga)
- 2005: AS Vita Kabasha 1-1 (4-2 pen) SC Cilu (Lukala)
- 2006: DC Motema Pembe (Kinshasa) 4-1 AS Dragons (Kinshasa)
- 2007: AS Maniema Union (Kindu) 2–1 FC Saint Eloi Lupopo (Lubumbashi)
- 2008: OC Bukavu Dawa (Bukavu) 2-0 DC Virunga (Goma)
- 2009: DC Motema Pembe (Kinshasa) 0-0 (5-4 pen) AS Dragons (Kinshasa)
- 2010: DC Motema Pembe (Kinshasa) 3-0 AS Ndoki a Ndombe (Boma)
- 2011: US Tshinkunku (Kananga) 1-1 (4-3 pen) AS Veti Club (Matadi)
- 2012: CS Don Bosco (Lubumbashi) 4-0 AS Veti Club (Matadi)
- 2013: FC MK Etanchéité (Kinshasa) 1-0 AS Vutuka (Kikwit)
- 2014: FC MK Etanchéité (Kinshasa) 1-0 FC Saint-Éloi Lupopo (Lubumbashi)
- 2015: FC Saint-Éloi Lupopo (Lubumbashi) 1-0 Katumbi FA (Lubumbashi)
- 2016: FC Renaissance (Kinshasa) 2-0 CS Don Bosco (Lubumbashi)
- 2017: AS Maniema Union (Kindu) 1-1 (4-1 pen) FC Saint-Éloi Lupopo (Lubumbashi)
- 2018: AS Nyuki (Butembo) 2-1 JS Kinshasa (Kinshasa)
- 2019: AS Maniema Union (Kindu) 1-1 (5-4 pen) FC Renaissance (Kinshasa)